# 한윤지
한윤지(1996년 9월 24일 ~ )는 대한민국의 배우이다.

## 출연 작품

### 드라마
- 2020년 6부작 웹 드라마 《썸 끓는 시간, 만화카페 2호점》
- 2020년 6부작 웹 드라마 《썸 끓는 시간, 여름이야기》
- 2021년 ~ 2022년 KBS1 대하드라마 《태종 이방원》
- 2024년 NETFILX 오리지널 드라마 《살인자ㅇ난감》
- 2024년 ~ 2025년 KBS1 저녁 일일연속극 《결혼하자 맹꽁아!》 ... 허유라 역

### 기타
- 2017년 기타 《백발백중 Part Ⅱ》
- 2018년 기타 《백발백중 Part Ⅲ》
- 2019년 기타 《백발백중 Part Ⅳ》

### 뮤직비디오
- 2018년 M/V 《룰퍼, 민아 - Rainy》
- 2019년 M/V 《바이브 - 이 번호로 전화해줘 : 별별이별 (Ft.그 여자의 이야기)》

### 영화
- 2023년 영화 《싱글 인 서울》